# Наша гостинність
Наша гостинність (англ. Our Hospitalit) — американська німа кінокомедія 1923 року з Бастером Кітоном у головній ролі.

## Сюжет
Отримавши звістку про смерть родича, який заповідав йому свій будинок, герой вирушає в поїзді в південне містечко, де знаходиться заповіданий йому будинок і де йому судилося зіткнутися з родиною ворогів його роду.

## У ролях
- Бастер Кітон — Віллі МакКей, 21 рік
- Наталі Талмадж — дівчина
- Джо Робертс — Джозеф Кенфілд
- Ральф Бушмен — його син
- Крейг Ворд — його син
- Монте Коллінз — пастор
- Джо Кітон — інженер
- Кітті Бредбери — тітка
- Ервін Коннеллі — чоловік, що свариться з дружиною
- Бастер Кітон молодший — Віллі МакКей, 1 рік